# Ayas (Film)
Ayas ist ein türkischer Zeichentrickfilm von Hüseyin Emre Konyalı und Mustafa Tuğrul Tiryaki, der am 21. November 2013 in die deutschen Kinos kam. Der Kinostart in der Türkei war am 22. November 2013. Nach dem Film wurde eine Fernsehserie RGG Ayas produziert.

## Handlung
Der sechsjährige Ayas stammt aus einer riesigen Familie. Istanbul ist seine Heimatstadt, die er zusammen mit seiner Schwester und all seinen Cousins erkundet. Er ist ein neugieriger, kluger, fröhlicher kleiner Junge, der sich nie zu langweilen scheint.

## Produktion und Veröffentlichung
Der Film entstand bei Studio Düşyeri Animation Studios unter der Regie von Hüseyin Emre Konyalı und Mustafa Tuğrul Tiryaki. Das Drehbuch schreib Ayşe Şule Bilgiç. Die Musik komponierten Kıraç und Nevzat Yılmaz. Am 22. November 2013 kam der Film in die türkischen Kinos.

## Synchronisation
| Rolle   | Originalsprecher  |
| ------- | ----------------- |
| Ayas    | Ege Sezer         |
| Mustafa | Ömer Faruk Biçer  |
| Özgür   | Arda Beyastaş     |
| Mehmet  | Mehmet Duran      |
| Güler   | Ayşe Şule Bilgiç  |
| Ahmet   | Bülent Çetinaslan |
| Özlem   | Nilay Bektaş      |
| Lila    | Sude Ünaldı       |
| Leli    | Ece Sefertaş      |

## Kritiken
„Die professionell gezeichneten und flott dramatisierten Geschichten entbehren einer altersgemäßen Spannungsdramaturgie und sind selbst fürs junge Zielpublikum zu didaktisch-harmlos.“